# Огафія
Огафія (англ. Ohafia) — одна із 17 територій місцевого управління штату Абія, Нігерія.
В Огафії розташована третя за величиною військова частина Нігерії — англ. Goodluck Jonathan Barracks.
| Нігерія | Це незавершена стаття з географії Нігерії. Ви можете допомогти проєкту, виправивши або дописавши її. |